# Atanus runguenus
Atanus runguenus är en insektsart som beskrevs av Rauno E. Linnavuori och Delong 1977. Atanus runguenus ingår i släktet Atanus och familjen dvärgstritar. Inga underarter finns listade i Catalogue of Life.